# Protodiplatyidae
Protodiplatyidae es una familia extinta de insectos en el orden Dermaptera. Es la única familia del suborden  Archidermaptera. Estas especies se conocen únicamente a partir de fósiles del Jurásico. Poseen cercos no segmentados y tarsos con cuatro o cinco segmentos.

## Géneros
La familia incluye los siguientes géneros:
- †Archidermapteron
- †Asiodiplatys
- †Dermapteron
- †Microdiplatys
- †Protodiplatys
- †Turanovia